# Christian-Eberhard de Frise orientale
Christian-Eberhard est un prince de la maison Cirksena né le 1er octobre 1665 à Esens et mort le 30 juin 1708 à Aurich. Il est prince de Frise orientale de 1690 à sa mort.

## Biographie
Christian-Eberhard est le seul enfant issu du mariage du prince Georges-Christian de Frise orientale et de la princesse Christine-Charlotte de Wurtemberg. Il naît posthume, son père étant mort le 6 juin 1665, quatre mois avant sa naissance. Sa mère assure la régence de la principauté de Frise orientale en son nom. Elle l'envoie parfaire son éducation à l'étranger lorsqu'il a dix ans. Le jeune prince visite ainsi les Pays-Bas, l'Italie, l'Autriche et la France. Il a l'occasion d'escalader le Vésuve et d'être présenté à la reine Christine de Suède à Rome et au roi Louis XIV à Paris.
Ce n'est qu'en 1690, âgé de vingt-cinq ans, qu'il prend en charge le gouvernement de la Frise orientale, satisfaisant ainsi les États de la principauté qui entretiennent des relations médiocres avec sa mère. Il se montre très conciliant à leur égard et accède à leurs demandes dans le cadre d'accords conclus en 1693 à Hanovre, puis en 1698 à Aurich. La ville d'Emden, bastion traditionnel d'opposition à la lignée princière, lui réserve un accueil chalereux lors de sa visite en 1699.
Christian-Eberhard tente d'amorcer un rapprochement avec le duc de Brunswick Ernest-Auguste pour lutter contre la menace que pose l'électorat de Brandebourg sur l'indépendance de la Frise orientale. Ernest-Auguste promet ainsi de léguer les comtés de Hoya et de Diepholz aux Cirksena dans l'éventualité de l'extinction de sa lignée. Néanmoins, cet accord n'entre jamais en vigueur, faute d'obtenir l'approbation de l'empereur Léopold Ier. Ce dernier reconnaît au contraire les prétentions de l'électeur Frédéric III sur la Frise orientale, prétentions qui aboutissent à l'annexion de la principauté par la Prusse en 1744, lorsque meurt le dernier prince de la maison Cirksena Charles-Edzard.
Dans le domaine religieux, Christian-Eberhard est adepte du mouvement piétiste, qu'il s'efforce de promouvoir dans la principauté à travers la promulgation d'une série de décrets. Il poursuit cependant la politique d'accueil aux réfugiés réformés et luthériens initiée par sa mère. De santé fragile toute sa vie, il est toujours accompagné de son médecin personnel Eberhard Bacmeister (de). Il meurt à l'âge de quarante-deux ans en 1708 et son seul fils survivant, Georges-Albert, lui succède comme prince de Frise orientale. Il est inhumé dans le mausolée de la famille Cirksena (de), à Aurich.

## Généalogie

### Mariages et descendance

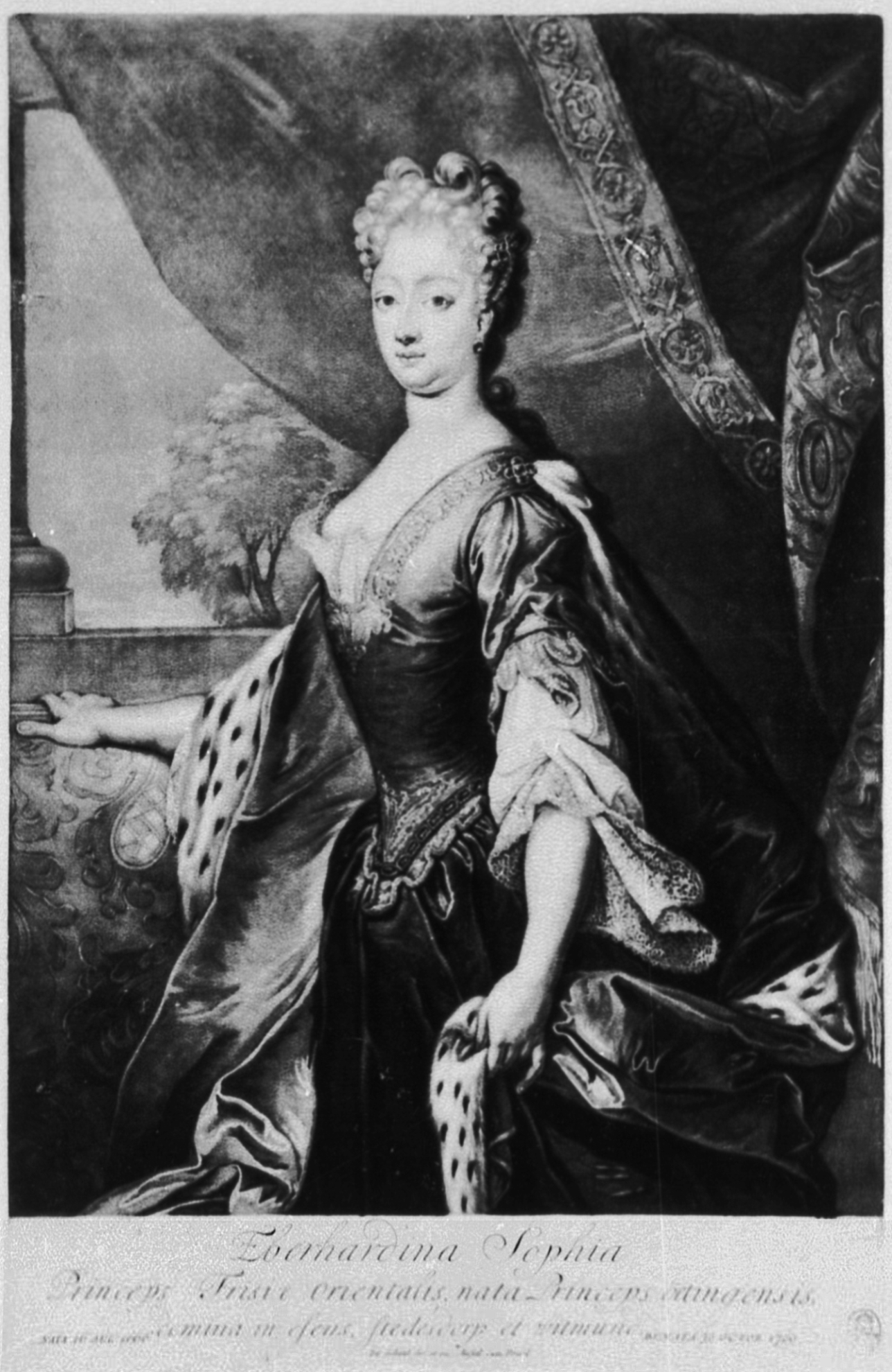
Portrait d'Eberhardine-Sophie d'Oettingen-Oettingen par Peter Schenk l'Ancien.

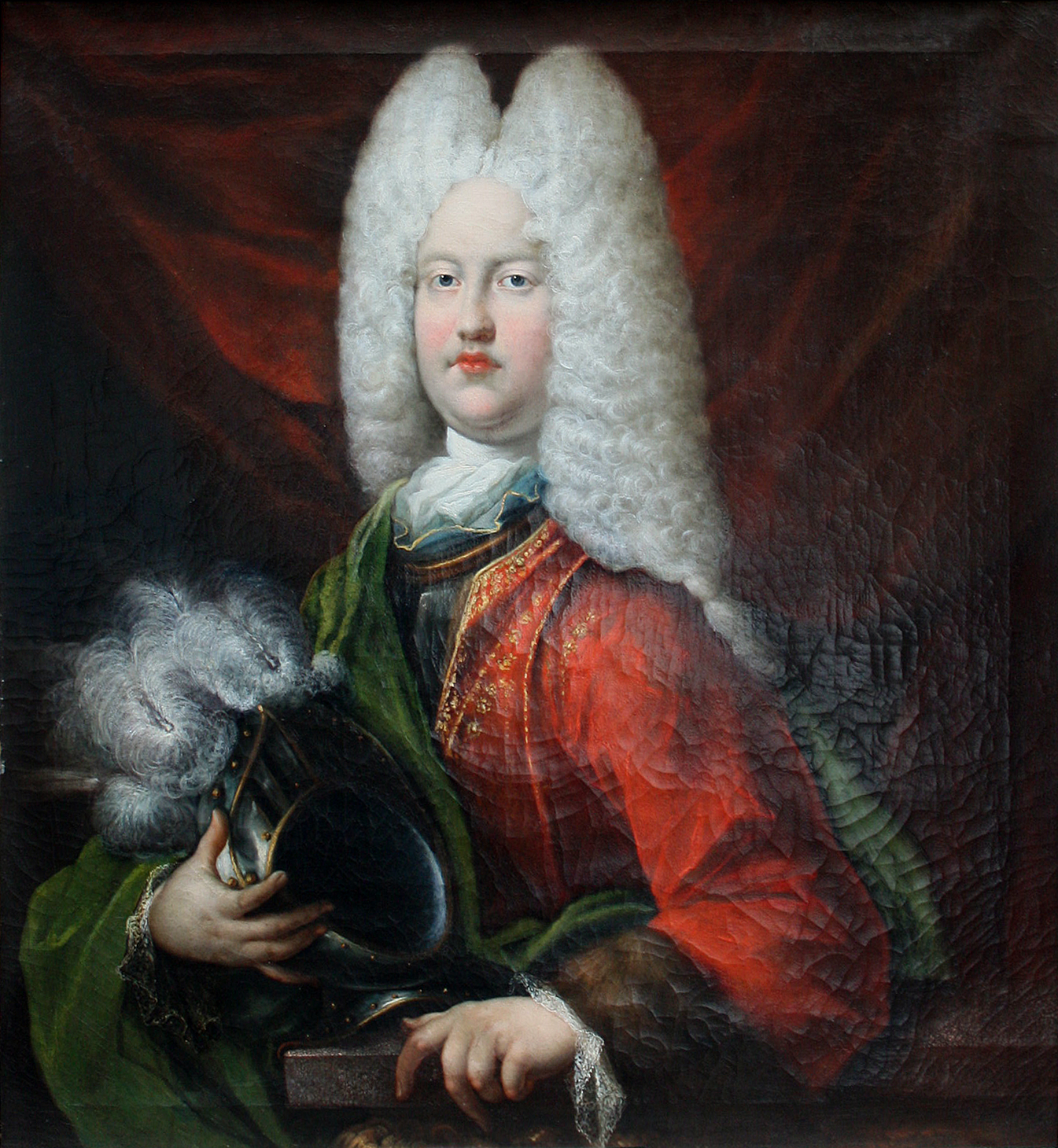
Portrait de Charles-Ennon, quatrième fils de Christian-Eberhard, par Johann Conrad Eichler.

Christian-Eberhard épouse en premières noces Eberhardine-Sophie (de) (1666-1700), fille d'Albert-Ernest Ier d'Oettingen-Oettingen. Ils ont dix enfants :
- Léopold-Ignace (10 ou 20 février 1687 – 11 ou 21 juin 1687) ;
- Christine-Sophie (de) (16 mars 1688 – 31 mars 1750), épouse en 1728 le prince Frédéric-Antoine de Schwarzbourg-Rudolstadt ;
- Marie-Charlotte (de) (10 avril 1689 – 9 décembre 1761), épouse en 1709 son cousin Frédéric-Ulrich (de) ;
- Georges-Albert (13 juin 1690 – 11 juin 1734), prince de Frise orientale ;
- Frédéric-Ulrich (18 juillet 1691 – 21 septembre 1691) ;
- Charles-Ennon (25 décembre 1692 – 3 août 1709) ;
- Frédérique-Wilhelmine (4 octobre 1695 – 29 juillet 1750), chanoinesse à Herford ;
- Ennon-Auguste (13 février 1697 – 3 août 1725) ;
- Julienne-Louise (de) (13 juin 1698 – 6 février 1740), épouse en 1721 le duc Joachim-Frédéric de Schleswig-Holstein-Plön ;
- Christine-Charlotte (17 septembre 1699 – 23 août 1733).

Veuf, Christian-Eberhard se remarie morganatiquement avec Anna Juliana von Kleinau (de) (1674-1727), titrée « dame de Sandhorst ». Ils ont une fille :
- Antoinette-Sophie-Julienne de Sandhorst (4 janvier 1707 – 14 janvier 1725).

### Ascendance
|  |                                                              |  |  |  |  |  |  |  |  |  |  |  |  |  |  |  |
|  | 8. Ennon III, prince de Frise orientale (1563-1625)          |  |  |  |  |  |  |  |  |  |  |  |  |  |  |  |
|  |                                                              |  |  |  |  |  |  |  |  |  |  |  |  |  |  |  |
|  |                                                              |  |  |  |  |  |  |  |  |  |  |  |  |  |  |  |
|  | 4. Ulrich II, prince de Frise orientale (1605-1648)          |  |  |  |  |  |  |  |  |  |  |  |  |  |  |  |
|  |                                                              |  |  |  |  |  |  |  |  |  |  |  |  |  |  |  |
|  |                                                              |  |  |  |  |  |  |  |  |  |  |  |  |  |  |  |
|  | 9. Anne de Holstein-Gottorp (1575-1625)                      |  |  |  |  |  |  |  |  |  |  |  |  |  |  |  |
|  |                                                              |  |  |  |  |  |  |  |  |  |  |  |  |  |  |  |
|  |                                                              |  |  |  |  |  |  |  |  |  |  |  |  |  |  |  |
|  | 2. Georges-Christian, prince de Frise orientale (1634-1665)  |  |  |  |  |  |  |  |  |  |  |  |  |  |  |  |
|  |                                                              |  |  |  |  |  |  |  |  |  |  |  |  |  |  |  |
|  |                                                              |  |  |  |  |  |  |  |  |  |  |  |  |  |  |  |
|  | 10. Louis V, landgrave de Hesse-Darmstadt (1577-1626)        |  |  |  |  |  |  |  |  |  |  |  |  |  |  |  |
|  |                                                              |  |  |  |  |  |  |  |  |  |  |  |  |  |  |  |
|  |                                                              |  |  |  |  |  |  |  |  |  |  |  |  |  |  |  |
|  | 5. Julienne de Hesse-Darmstadt (1606-1659)                   |  |  |  |  |  |  |  |  |  |  |  |  |  |  |  |
|  |                                                              |  |  |  |  |  |  |  |  |  |  |  |  |  |  |  |
|  |                                                              |  |  |  |  |  |  |  |  |  |  |  |  |  |  |  |
|  | 11. Madeleine de Brandebourg (1582-1616)                     |  |  |  |  |  |  |  |  |  |  |  |  |  |  |  |
|  |                                                              |  |  |  |  |  |  |  |  |  |  |  |  |  |  |  |
|  |                                                              |  |  |  |  |  |  |  |  |  |  |  |  |  |  |  |
|  | 1. Christian-Eberhard, prince de Frise orientale (1665-1708) |  |  |  |  |  |  |  |  |  |  |  |  |  |  |  |
|  |                                                              |  |  |  |  |  |  |  |  |  |  |  |  |  |  |  |
|  |                                                              |  |  |  |  |  |  |  |  |  |  |  |  |  |  |  |
|  | 12. Jean-Frédéric, duc de Wurtemberg (1582-1628)             |  |  |  |  |  |  |  |  |  |  |  |  |  |  |  |
|  |                                                              |  |  |  |  |  |  |  |  |  |  |  |  |  |  |  |
|  |                                                              |  |  |  |  |  |  |  |  |  |  |  |  |  |  |  |
|  | 6. Eberhard VII, duc de Wurtemberg (1614-1674)               |  |  |  |  |  |  |  |  |  |  |  |  |  |  |  |
|  |                                                              |  |  |  |  |  |  |  |  |  |  |  |  |  |  |  |
|  |                                                              |  |  |  |  |  |  |  |  |  |  |  |  |  |  |  |
|  | 13. Barbara-Sophie de Brandebourg (1584-1636)                |  |  |  |  |  |  |  |  |  |  |  |  |  |  |  |
|  |                                                              |  |  |  |  |  |  |  |  |  |  |  |  |  |  |  |
|  |                                                              |  |  |  |  |  |  |  |  |  |  |  |  |  |  |  |
|  | 3. Christine-Charlotte de Wurtemberg (1645-1699)             |  |  |  |  |  |  |  |  |  |  |  |  |  |  |  |
|  |                                                              |  |  |  |  |  |  |  |  |  |  |  |  |  |  |  |
|  |                                                              |  |  |  |  |  |  |  |  |  |  |  |  |  |  |  |
|  | 14. Jean-Casimir de Salm-Kyrbourg (1577-1651)                |  |  |  |  |  |  |  |  |  |  |  |  |  |  |  |
|  |                                                              |  |  |  |  |  |  |  |  |  |  |  |  |  |  |  |
|  |                                                              |  |  |  |  |  |  |  |  |  |  |  |  |  |  |  |
|  | 7. Anne-Catherine de Salm-Kyrbourg (1614-1655)               |  |  |  |  |  |  |  |  |  |  |  |  |  |  |  |
|  |                                                              |  |  |  |  |  |  |  |  |  |  |  |  |  |  |  |
|  |                                                              |  |  |  |  |  |  |  |  |  |  |  |  |  |  |  |
|  | 15. Dorothée de Solms-Laubach (1579-1631)                    |  |  |  |  |  |  |  |  |  |  |  |  |  |  |  |
|  |                                                              |  |  |  |  |  |  |  |  |  |  |  |  |  |  |  |
|  |                                                              |  |  |  |  |  |  |  |  |  |  |  |  |  |  |  |